# Tilma
Tilma är ett kvinnonamn. I Sverige finns 31 bärare varav 26 bär det som sitt tilltalasnamn. Det finns även 11 med stavningen Thilma, av dem bär 10 namnet som sitt tilltalsnamn (2009).
Namnsdag saknas